# Poetismo
Il poetismo (in ceco: poetismus; in slovacco: poetizmus) è stato un movimento letterario e artistico cecoslovacco, nato in quel di Praga tra il 1924 e il 1930. Di fondazione marxista, ispirandosi a Guillaume Apollinaire, al dadaismo e al cubismo, coloro che aderirono al movimento cercarono di rivoluzionare l'arte per darle nuovamente vita dopo il triste capitolo della grande guerra. Questo movimento si accostò in seguito al surrealismo: nel 1934 nacque infatti a Praga il gruppo di artisti surrealisti dal quale usciranno diversi poeti e scrittori.